# Mozart in Italië

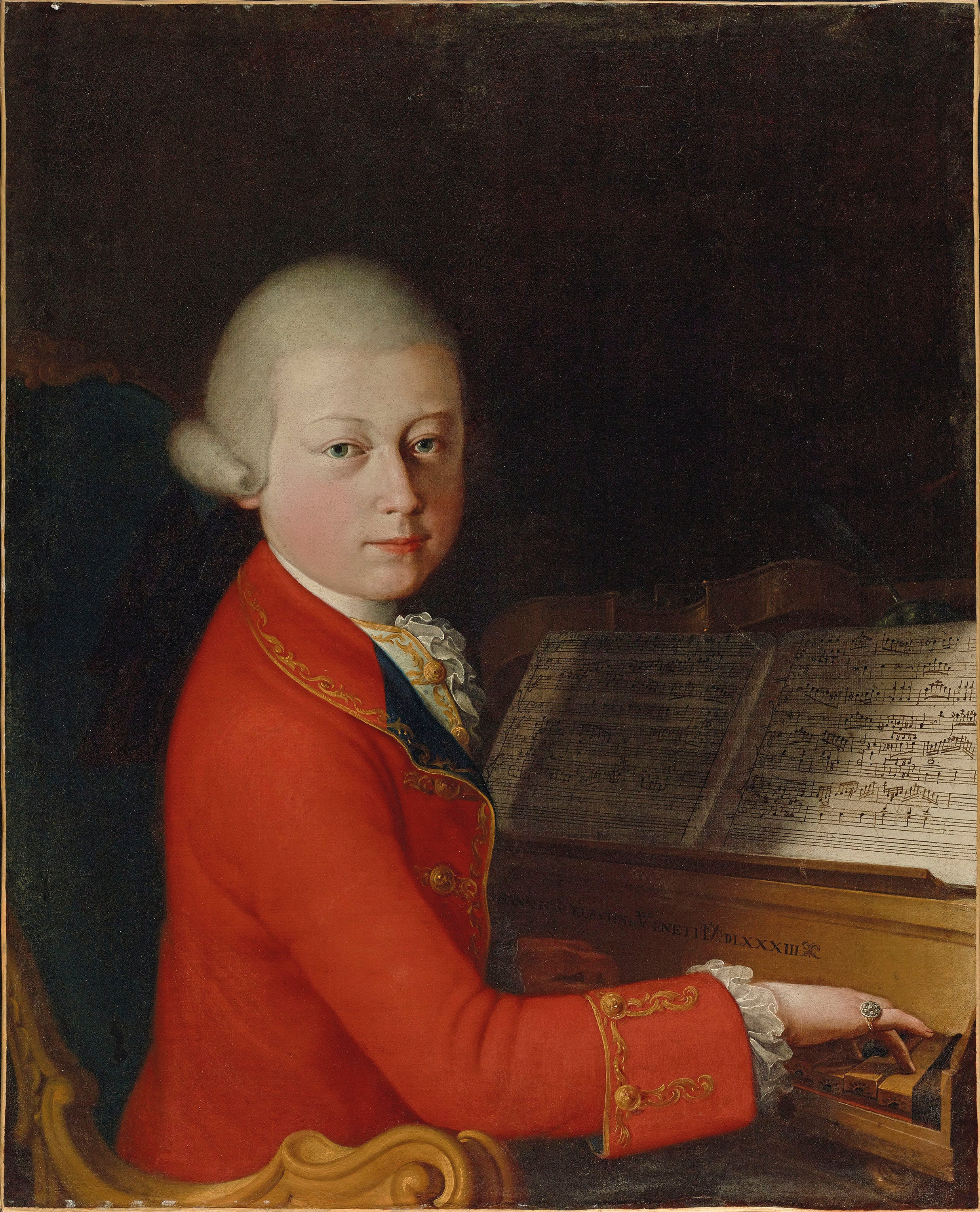
Portret van Wolfgang Amadeus Mozart op dertienjarige leeftijd in Verona, 1770

De componist Wolfgang Amadeus was tijdens zijn leven driemaal in Italië. Tussen 1769 en 1773 maakte hij deze reizen samen met zijn vader Leopold. De eerste, een langere tour van 15 maanden, werd bekostigd met openbare concerten en optredens voor adel, en deed de belangrijkste steden in Italië aan. De tweede en derde reizen waren naar Milaan, waar Wolfgang de opera's afmaakte waarvoor hij bij zijn eerste bezoek de opdracht had gekregen. Als het om de muzikale ontwikkeling van Wolfgang gaat, waren de reizen een aanzienlijk succes, en zijn talenten werden erkend met onderscheidingen zoals een ridderschap van het Vaticaan en een plaats in toonaangevende filharmonische gezelschappen.
Leopold Mozart werkte sinds 1747 als muzikant op het hof van de Aartsbisschop van Salzburg, waar hij in 1763 kapelmeester werd, maar hij stak ook veel tijd in het muzikale onderwijs van Wolfgang en zijn zus Nannerl. Hij nam ze tussen 1764 en 1766 mee op een grand tour door Europa, en bracht het uiteinde van 1767 en het grootste gedeelte van 1768 met hen door in de keizerlijke hoofdstad Wenen. Het publiek was zeer geboeid door de uitvoeringen van de kinderen, en ze hadden een grote indruk gemaakt op de Europese samenleving. In 1769 was Nannerl volwassen, maar Leopold wilde de muzikale educatie van 13-jarige Wolfgang graag voortzetten in Italië, een cruciale bestemming voor elke opkomende componist in de 18e eeuw.
Tijdens de eerste tour werden de optredens van Wolfgang goed ontvangen, en werden zijn talenten als componist beloond met opdrachten om drie opera's te schrijven voor het Teatro Regio Ducale in Milaan (die stuk voor stuk een groot succes waren onder zowel critici als het publiek). Hij ontmoette een groot aantal van de toonaangevende muzikanten van Italië, waaronder de befaamde muziektheoreticus Giovanni Battista Martini, van wie hij les kreeg in Bologna. Leopold hoopte ook dat Wolfgang (en misschien hijzelf) een prestigieuze aanstelling zou krijgen op een van de Italiaanse hoven van het Habsburgse Rijk; dit doel werd belangrijker naarmate het steeds minder waarschijnlijk werd dat Leopold promotie zou krijgen in Salzburg. Het keizerlijke hof was echter niet blij met zijn aanhoudende pogingen om aangenomen te worden, en daarom was het uitgesloten dat dit nog zou gebeuren. Zo eindigden de reizen dus niet met een triomfantelijke thuiskomst, maar met teleurstelling en frustratie.

## Achtergrond

Leopold Mozart, die Wolfgangs muzikale onderwijs dolgraag in Italië wilde voortzetten

In november 1766 keerden de Mozarts terug in Salzburg, na een drie en een half jaar lange 'grand tour' van de grote Noord-Europese steden die begon toen Wolfgang zeven jaar oud was en Nannerl twaalf. Deze tour was er grotendeels in geslaagd om de talenten van zijn kinderen aan de wereld te demonstreren en om hun muzikale ontwikkeling te bevorderen. Een verblijf in Wenen vanaf 1767 was minder geslaagd. Door een uitbraak van pokken, waaraan Aartshertogin Maria Josepha van Oostenrijk overleed, konden de kinderen niet optreden op het keizerlijke hof en moest het gezin uitwijken naar Bohemen – waarmee niet werd voorkomen dat Wolfgang de ziekte ook kreeg. In januari 1768 keerden ze terug naar Wenen, maar ondertussen waren de kinderen te oud om nog voor een sensatie te zorgen met hun publieke concerten. Leopold kreeg ruzie met theaterdirecteur van het hof Giuseppe Affligio, en maakte een slechte beurt bij gerenommeerde componist van het hof Christoph Willibald Gluck; hij probeerde te gretig een uitvoering van Wolfgangs eerste opera La finta semplice te regelen. Daardoor kreeg hij op het hof een reputatie als opdringerig en 'dwingend'.
Na terugkeer in Salzburg in januari 1789 vond Leopold dat het onderwijs van de 18-jarige Nannerl zo goed als klaar was, en concentreerde hij zich op Wolfgang. Hij besloot de jongen mee te nemen naar Italië, wat voor de eenwording een verzameling was van hertogdommen, republieken en kerkelijke staten, met het Koninkrijk Napels in het zuiden. Italië was al meer dan 200 jaar de bron van innovaties in muziekstijlen, de oorsprong van kerkmuziek, en boven alles de geboorteplaats van opera. Volgens Leopold moest Wolfgang persoonlijk de muziek van Venetië, Napels en Rome ervaren om zich voor te bereiden op toekomstige opdrachten van de Europese operahuizen – volgens Mozartbiograaf Stanley Sadie de grootste inkomstenbron voor componisten in de late 18e eeuw. Leopold wilde dat Wolfgang zich omringde met de Italiaanse taal, de beste kerkmuziek ervoer, en zijn netwerk van invloedrijke kennissen uitbreidde. Er was ook een kans dat Leopold en Wolfgang allebei posities in de Noord-Italiaanse hoven van het Habsburgse rijk konden bemachtigen. Met die prioriteiten in gedachte besloot Leopold dat Nannerl en haar moeder beter thuis konden blijven, wat zij niet leuk vonden maar praktisch en financieel het meest verstandige was.
In de maanden voor hun vertrek componeerde Wolfgang uitbundig, en kreeg hij een goede verstandhouding met Aartsbisschop Siegmund Christoph von Schrattenbach, die als werkgever van Leopold toestemming moest geven voor de reis. In oktober gaf hij die toestemming, en een gift van 600 florijn. Wolfgang kreeg de eretitel Konzertmeister (hofmuzikant), met de suggestie dat deze positie hem na terugkomst een salaris zou opleveren.

## Eerste reis, december 1769 - maart 1771

Kaart van de belangrijkste bestemmingen tijdens de eerste Italiaanse reis, december 1769 - maart 1771. De zwarte lijn is de heenweg van Salzburg naar Napels, en de groene lijn geeft de omleidingen tijdens de terugreis weer.

### Reis naar Milaan
Op 13 december 1769 vertrokken Leopold en Wolfgang uit Salzburg, gewapend met getuigschriften en brieven waarmee Leopold de reis soepeler hoopte te laten verlopen. Een van de belangrijkste hiervan was een introductie aan Graaf Karl Joseph Firmian van Milaan, bekend als de 'Koning van Milaan', een invloedrijke en deskundige belangenbehartiger van de kunsten. Zijn steun was van uiterst belang voor de ondernemingen in Italië.
Het duo reisde via Innsbruck naar het zuiden en door de Brennerpas naar Italië. Ze trokken via Bozen en Rovereto naar Verona en Mantua, om vervolgens richting het westen naar Milaan te gaan. Leopolds financiële plannen voor de reis waren ruwweg hetzelfde als bij de grand tour van het gezin: de reiskosten en accommodatiekosten moesten worden gedekt door de opbrengsten van de concerten. Deze winterse reis van 560 km lang naar Milaan duurde zes moeilijke en onprettige weken, waarbij ze door het weer gedwongen werden om verschillende keren langdurig te stoppen. Leopold klaagde in zijn brieven naar huis over de onverwarmde kamers in herbergen: '...ik bevries hier als een hond, alles wat ik aanraak is ijs'. De eerste inkomsten van de concerten waren bescheiden, maar volgens Leopold waren hun kosten ongeveer 50 florijn per week. Nadat hij onverstandig had opgeschept over de winst die hij op de grand tour had gemaakt, was Leopold nu voorzichtiger met het onthullen van financiële details. Hij benadrukte vooral zijn uitgaven en nauwelijks zijn inkomsten. Hij schreef bijvoorbeeld: "... 'We zullen in totaal niet veel verdienen in Italië... hier moet men over het algemeen genoegen nemen met bewondering en bravo's als betaling'.
De langste onderbreking was twee weken in Verona, waar de pers lovend verslag deed van Wolfgangs concert op 5 januari 1770. Vader en zoon woonden een uitvoering bij van de opera 'Rugierro' van Pietro Alessandro Guglielmi, waar Wolfgang in een brief aan Nannerl minachtend over schreef. Wolfgang liet ook zijn portret schilderen door een plaatselijk kunstenaar. Dit intermezzo werd gevolgd door een kortere stop in Mantua, waar Wolfgang een concert gaf bij de Accademia Filharmonica, met een programma dat ervoor bedoeld was zijn vaardigheden te testen op het gebied van uitvoering, a prima vista en improvisatie. Volgens een recensie in de pers was het publiek 'verbijsterd' door dit 'muzikale wonder, één van zulke abnormaliteiten die de natuur geboren laat worden'. In Mantua werden ze afgewezen door Prins Michael von Thurn und Taxis, die hen via een knecht liet weten dat hij er geen interesse in had hen te ontmoeten. Historicus Robert Gutman vermoed dat de prins wist wat er gebeurd was bij Affligio in Wenen, en niets te maken wilden hebben met muzikanten die hun plaats niet kenden. Door Graaf Arco, wiens familie deel uitmaakte van het hof van Sazburg, werden ze daarentegen warm ontvangen.

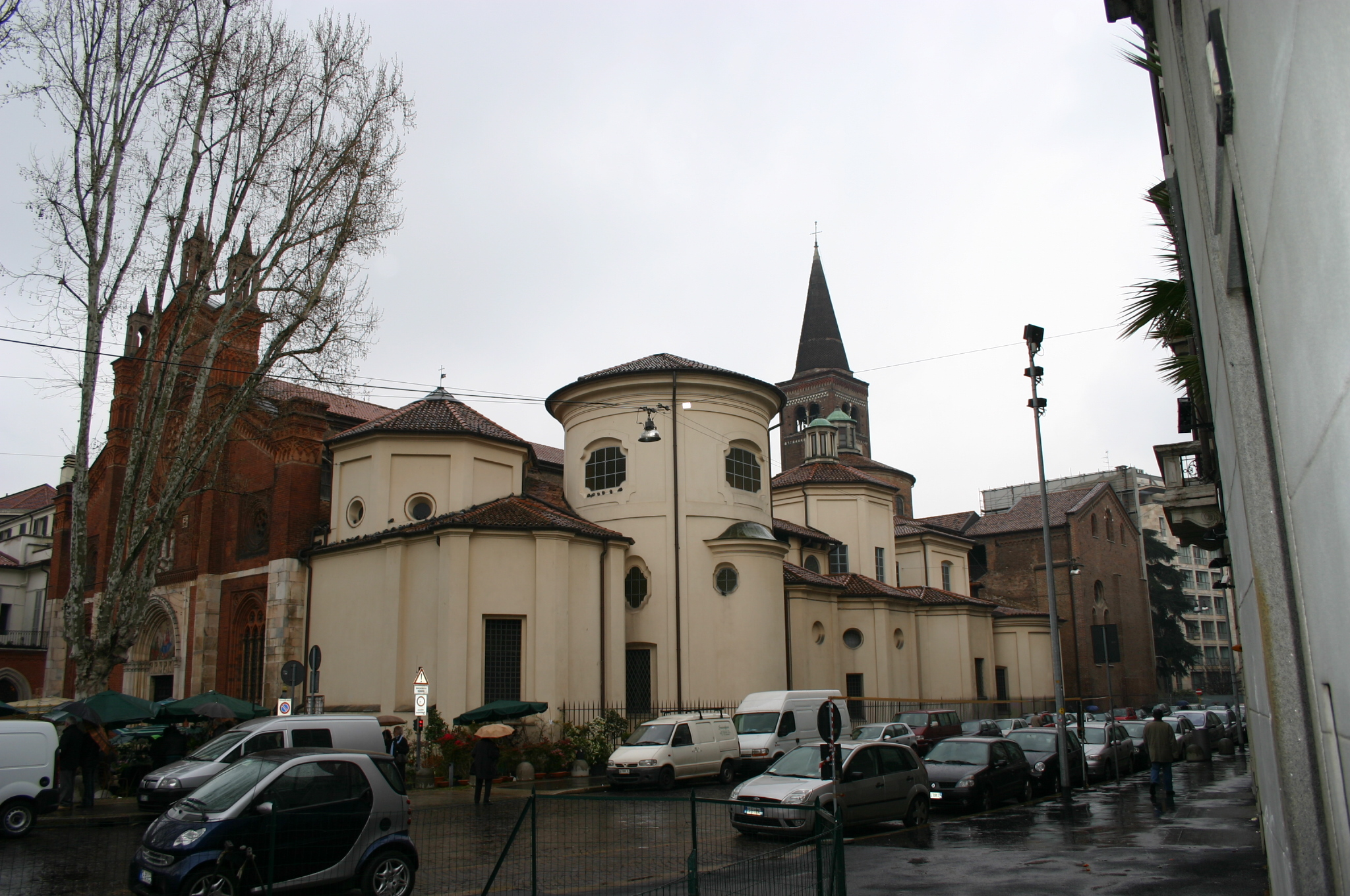
De kerk van San Marco in Milaan, waar de Mozarts verbleven tijdens hun eerste bezoek aan de stad

De Mozarts arriveerden op 23 januari in Milaan, en vonden een comfortabele verblijfplaats in het klooster van San Marco, niet ver van het paleis van Graaf Firmian. Terwijl ze op een audiëntie met de Graaf wachtten, zagen ze in Egitto de opera Cesare van Niccolò Piccinni. Firmian ontving ze uiteindelijk met enorme gastvrijheid en vriendelijkheid, en gaf Wolfgang een complete uitgave van de werken van Pietro Metastasio, de voornaamste toneelschrijver en librettist van Italië. Ook organiseerde Firmian een reeks concerten die door een groot deel van de prominenten van de stad werden bezocht, waaronder door Aartshertog Ferdinand, een mogelijke toekomstige begunstiger voor de jonge componist. Voor de laatste van deze optredens schreef Wolfgang een serie aria's met behulp van de teksten van Metastasio. Deze werden zo goed ontvangen dat Firmian aan Wolfgang opdracht gaf om de opera te schrijven die de volgende winter het festivalseizoen zou openen, zoals Leopold al gehoopt had. Wolfgang zou hiervoor ongeveer 500 florijnen verdienen, en gratis onderdak krijgen tijdens het schrijven en repeteren. De Mozarts verlieten Milaan op 15 maart en trokken zuidwaarts richting Florence en Rome, met nieuwe aanbevelingsbrieven van Firmian en het plan om in de herfst naar Milaan terug te keren.
Op dit punt in de reis lijkt Wolfgang weinig gecomponeerd te hebben. Tijdens het concert bij de Accademia Filharmonica in Mantua had Wolfgang veel geïmproviseerd, maar weinig van zijn eigen muziek opgevoerd; de enige composities die zeker uit deze fase van de tour komen zijn de aria's voor het laatste concert van Firmian, waarmee hij het contract voor de festivalopera binnensleepte. Dit waren Se tutti i mali miei, (K.83/73p), Misero me, (K.77/73e) en Ah più tremar... (K.71). De beginselen van de Symfonie in G (K.74), die hij waarschijnlijk in Rome voltooide in april, zijn mogelijk ook in Milaan gemaakt.

### Milaan naar Napels

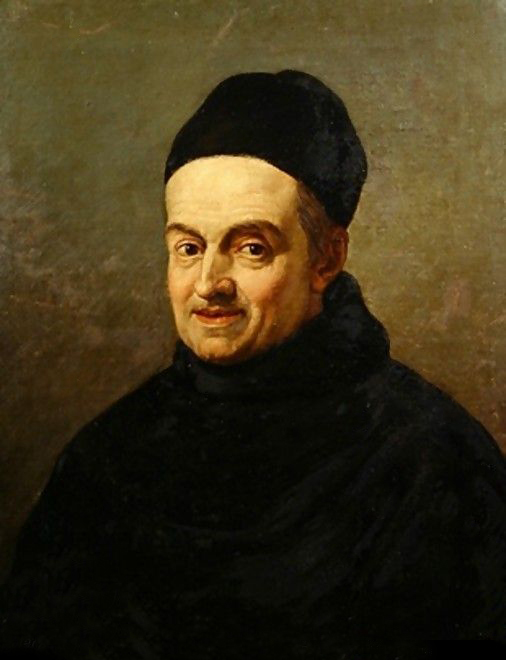
Giovanni Battista Martini, bekend als Padre Martini, onderwees Mozart in contrapunt

De eerste bestemming van de reis naar het zuiden was Lodi, waar Wolfgang de laatste hand legde aan zijn eerste stuk voor strijkkwartet, K.80/73f. Na een paar dagen in Parma reisden de Mozarts verder naar Bologna, volgens Leopold een 'centrum voor meesters, kunstenaars en geleerden'. Met hun brief van Firmian introduceerde het duo zich bij Graaf Pallavicini-Centurioni, een belangrijke begunstiger van de kunsten, die gelijk in zijn paleis een concert voor de plaatselijke adel organiseerde. Een van de gasten was Giovanni Battista Martini, de voornaamste muziektheoreticus van zijn tijd en de meest vermaarde Europese expert in contrapunt. Martini nodigde de jonge componist uit en beproefde hem met fuga-oefeningen. Leopold was altijd bezig met Wolfgangs vooruitzichten in de Europese hoven, en wilde dus heel graag contact met de grote meester; ze hadden echter niet vele tijd, dus hij regelde dat ze in de zomer naar Bologna zouden terugkeren voor verdere lessen. Het duo vertrok op 29 maart, met brieven van Pallavicini waarmee ze mogelijk een audiëntie met Paus Clemens XIV in Rome zouden kunnen krijgen. Voor hun vertrek ontmoetten ze de Tsjechische componist Josef Mysliveček, terwijl de uitvoeringen van diens opera La Nitteti werden voorbereid. Later, in 1770, zou Wolfgang die opera gebruiken als bron van motieven voor zijn eigen opera Mitridate, re di Ponto en verscheidene symfonieën. In algemenere zin was dit het begin van een hechte band tussen Mysliveček en de Mozarts, die tot 1778 zou duren. Wolfgang gebruikte Myslivečeks werken regelmatig als voorbeelden voor compositiestijlen.
Op 30 maart kwamen de Mozarts aan in Florence, waar ze dankzij de aanbevelingen van Pallavicini een ontmoeting kregen met Groothertog en toekomstige keizer Leopold II in het Palazzo Pitti. Hij kende de Mozarts nog uit Wenen, waar hij hen in 1768 ontmoette, en vroeg naar Nannerl. In Florence troffen ze de vioolspeler Pietro Nardini, die ze aan het begin van hun grand tour van Europa hadden ontmoet; Nardini en Wolfgang traden samen op met een lang avondconcert in het zomerpaleis van de hertog. Wolfgang ontmoette ook Thomas Linley, een Engels vioolwonder die een leerling van Nardini was. De twee werden goede vrienden en maakten samen muziek, 'niet als jongens maar als mannen', aldus Leopold. Gutman schrijft dat 'een melancholische Thomas de koets van de Mozarts achtervolgde toen zij op 6 april naar Rome vertrokken'. De jongens zouden elkaar nooit meer zien; na een korte carrière als componist en vioolspeler overleed Linley in 1778 op 22-jarige leeftijd door een bootongeluk.

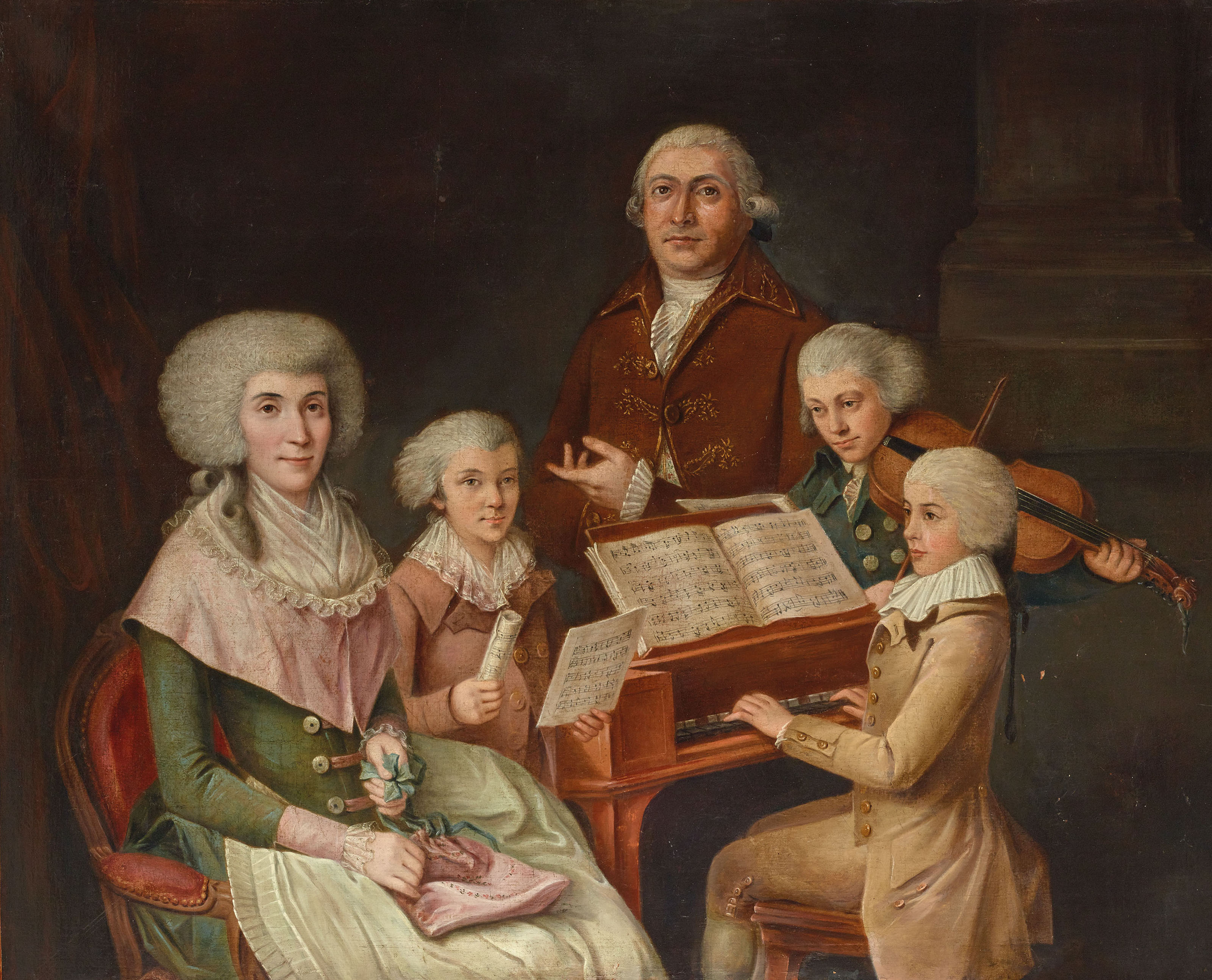
Mozart (achter de klavecimbel) en Thomas Linley (met viool) in Florence, 1770

Na vijf dagen zwaar reizen door wind en regen, waarbij ze oncomfortabel onderdak vonden in herbergen, die Leopold omschreef als walgelijk, vuil en verstoken van voedsel, bereikten ze Rome. De brieven van Pallavicini hadden al snel effect: Er volgden ontmoetingen met Kardinaal Lazaro Opizio Pallavicino (een verwant van Pallavicini), Prins San Angelo van Napels, en Karel Eduard 'Bonnie Prince Charlie' Stuart, troonpretendent van Engeland. Wolfgang trad veel op voor de adel, en hij en zijn vader bekeken veel bezienswaardigheden. Ze bezochten de Sixtijnse Kapel; hier hoorde Wolfgang het nog niet gepubliceerde, complexe negendelige koorstuk Miserere van Gregorio Allegri, dat hij later uit zijn geheugen uitschreef. Tussen deze activiteiten door componeerde Wolfgang ijverig. Hij schreef de contradans K.123/73g en de aria Se ardire, e speranza (K.82/73o), en voltooide de symfonie in G-majeur waar hij eerder aan begonnen was.
Na vier drukke weken vertrokken de Mozarts naar Napels. Reizigers door de Pontijnse moerassen werden vaak slachtoffer van rovers, dus Leopold regelde een konvooi van vier koetsen. Ze kwamen op 14 mei aan. Gewapend met hun aanbevelingsbrieven deden de Mozarts al snel beroep op minister-president Marchese Bernardo Tanucci, en op de Britse ambassadeur die ze in Londen hadden ontmoet, William Hamilton. Ze gaven op 28 mei een concert, waarmee ze ongeveer 750 florijnen verdienden (Leopold wilde het exacte bedrag niet noemen), en bij het Teatro di San Carlo woonden ze de eerste uitvoering bij van de opera Armida abbandonata van Niccolò Jommelli. Wolfgang was onder de indruk van zowel de muziek als de uitvoering, maar vond het 'te ouderwets en serieus voor het theater'. Hij werd gevraagd om een opera te schrijven voor het komende seizoen van Teatro di San Carlo, maar dit wees hij af vanwege zijn verplichtingen in Milaan. Toen er geen uitnodiging op het koninklijk hof meer verwacht werd, besloot Leopold uiteindelijk om Napels te verlaten, na bezoeken aan de Vesuvius, Herculaneum, Pompeï en de Romeinse baden bij Baiae. Ze vertrokken op 25 juni per postkoets naar Rome.

## Terugkeer uit Napels

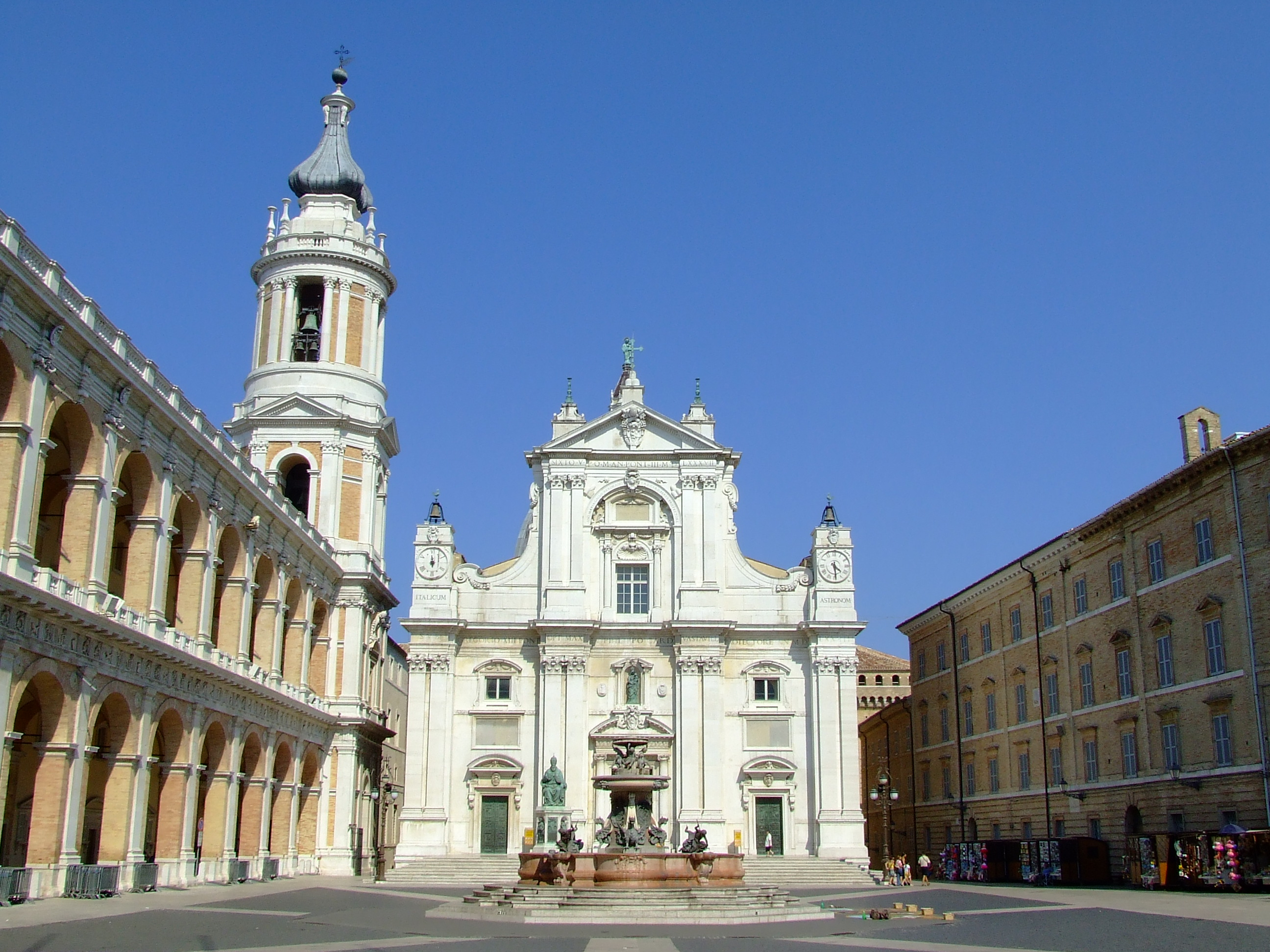
In juli 1770 bezochten de Mozarts Santa Casa in Loreto.

De groep maakte een snelle 27 uur durende terugreis naar Rome; onderweg leed Leopold letsel aan zijn been, waarvan hij maanden last zou hebben. Wolfgang kreeg een audiëntie met de Paus, en werd geridderd tot de Orde van de Gulden Spoor. Vanuit Rome vervolgden ze naar het beroemde bedevaartsoord Basiliek van het Heilige Huis in Loreto, en namen ze de kustweg richting Rimini – met militaire bescherming, want die weg was vaak het doelwit van piraten. Na Rimini trok de groep landinwaarts, en kwamen ze op 20 juli in Bologna aan.

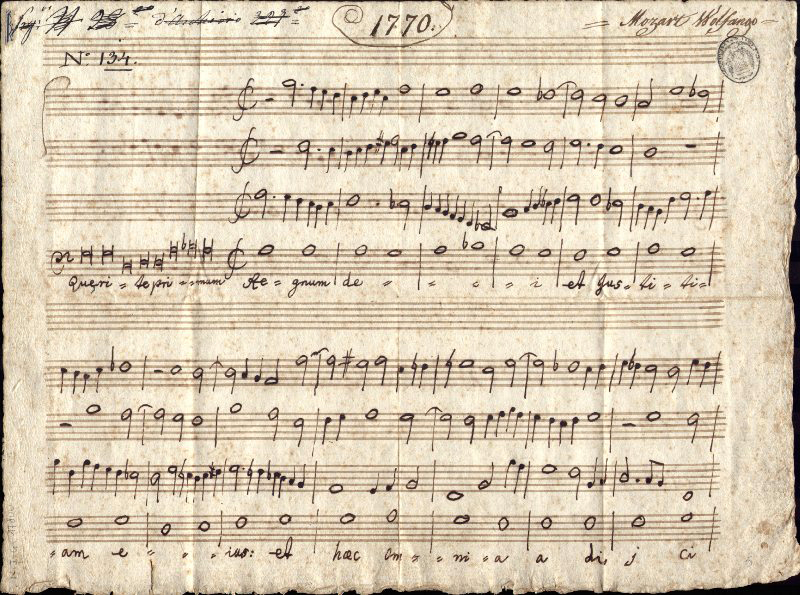
Mozarts examen in antifoon uit Bologna, gereviseerd door Martini

Leopolds prioriteit was om zijn been rust te geven. Wolfgang vermaakte zich ondertussen met het componeren van een kort minuet (K.122/73t) en een Miserere in a-mineur (K.85/73s). Ondertussen arriveerde het libretto voor de opera in Milaan; Wolfgang verwachtte La Nitteti van Metastasio, maar kreeg Mitridate, rè di Ponto van Vittorio Amadeo Cigna-Santi. Volgens de correspondentie van Leopold kwam componist Josef Mysliveček regelmatig op bezoek bij de Mozarts terwijl zij in Bologna verbleven. Musicoloog Daniel E. Freeman denkt dat Mozarts aanpak bij het componeren van aria's fundamenteel veranderde in deze periode, en dat hij zijn stijl meer op één lijn bracht met die van Mysliveček.
Leopold en Wolfgang verhuisden op 10 augustus naar het paleisachtige zomerhuis van Graaf Pallavicini, en bleven daar zeven weken terwijl Leopolds been geleidelijk beter werd en Wolfgang aan de recitatieven van Mitridate werkte. Aan het begin van oktober, toen Leopold zo goed als beter was, gingen ze terug naar Bologna, en er wordt gedacht dat Wolfgang toen aan zijn studieperiode onder Martini begon. Op 9 oktober werd hij geëxamineerd voor lidmaatschap bij de Accademia Filharmonica, en kreeg als testonderdeel de antifoon Quaerite primum regnum (K.86/73v). Normaal gesproken zou Wolfgangs 'ploeterende' poging tot deze voor hem onbekende vorm van polyfonie nooit in beschouwing genomen worden voor aanneming (althans volgens Gutman), maar Martini was aanwezig om correcties te maken en betaalde waarschijnlijk ook de inschrijvingskosten. Wolfgangs lidmaatschap werd prompt aanvaard, en de Mozarts vertrokken kort daarna naar Milaan.

### Terug in Milaan, oktober 1770 - februari 1771
De reis van Bologna en Milaan werd vertraagd door stormen en overstromingen, maar Leopold en zijn zoon kwamen op 18 oktober aan, tien weken voor de eerste uitvoering van Mitridate. Wolfgangs vingers deden pijn door het uitschrijven van recitatieven, en hij kon überhaupt niet aan de aria's beginnen tot de zangers aanwezig waren; samenwerking tussen de componist en de belangrijkste spelers van de opera was in die tijd de gewoonte. Toen de zangers bijeenkwamen begonnen de problemen. Quirino Gasparini, die een eerdere versie van Mitridate had gecomponeerd, probeerde hoofdrolspeelster Antonia Bernasconi ervan te overtuigen om zijn muziek te gebruiken voor haar aria's, maar dit mislukte. 'Goddank', schreef Leopold, 'dat we de vijand hebben verjaagd'. De voornaamste tenor, Guglielmo d'Ettore, deed echter herhaaldelijke verzoeken om zijn aria's te laten herschrijven, en zong een van de stukken van Gasparini in de derde akte – een verandering die werd opgenomen in de gepubliceerde partituur van de opera.

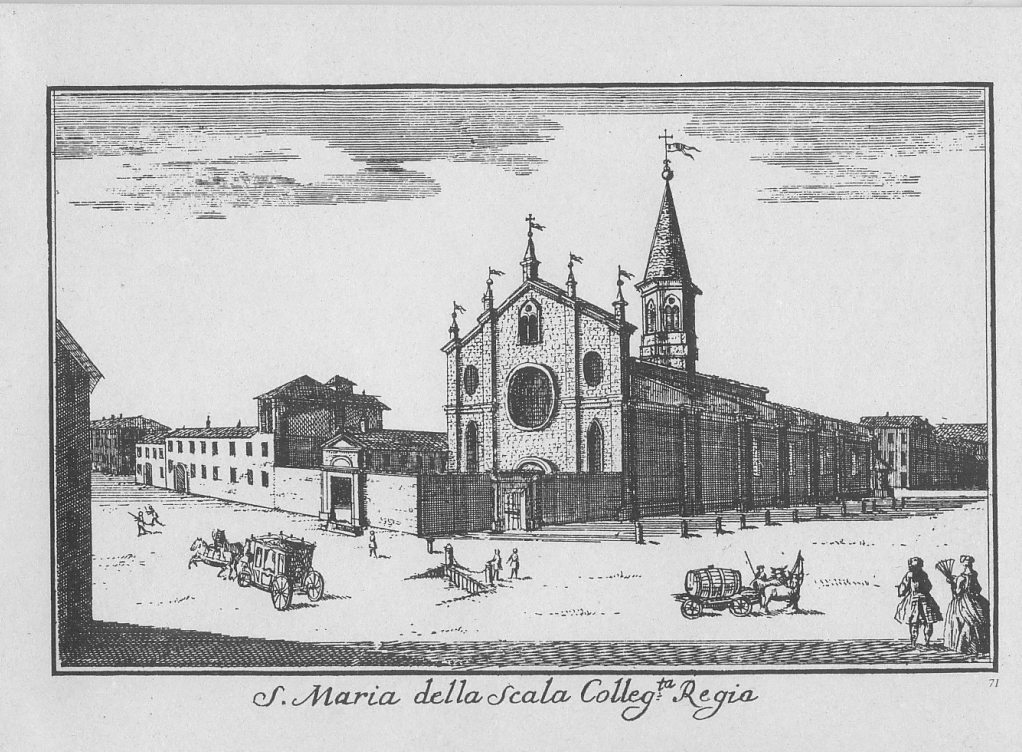
De kerk Santa Maria alla Scalla in Milaan werd in 1788 gesloopt om ruimte te maken voor het operahuis La Scala, nadat het nabijgelegen Teatro Regio Ducale was afgebrand.

Op 6 december begonnen de repetities. Toen de recitatieven werden geoefend, bleek Wolfgangs meesterschap van dictie in het Italiaans, en een proefuitvoering van de instrumentale partituur bewees zijn professionaliteit. Leopold schreef naar zijn vrouw en dochter: 'Een groot gedeelte van deze onderneming is Godzijdank veilig beëindigd, en, Godzijdank, nogmaals met eer!' Bij het Teatro Regio Ducale (toen het grote operahuis van Milaan) regisseerde Wolfgang op 26 december de eerste publieke uitvoering vanachter de klavecimbel, voor de gelegenheid gekleed in een bloedrode jas met blauwe satijnen voering en gouden randen. De voorstelling was een triomf; het publiek eiste toegiften, en op het einde riepen ze 'Evviva il maestro!' (Lang leve de meester!). De opera werd 22 keer uitgevoerd, en de Gazetta di Milano overspoelde het stuk met lof: 'De jonge maestro di capella, die nog geen vijftien jaar oud is, bestudeert de schoonheden van de natuur en beeldt deze uit met ongekende muzikale sierlijkheid'. De aria's die Bernasconi zong 'drukten de hartstocht levendig uit en troffen het hart'. Latere reacties op de opera waren minder enthousiast; tot de reprise van Mitridate in Salzburg in 1971 zijn geen verdere uitvoeringen ervan bekend.
Nadat hij aan zijn grootste verplichting voor de eerste reis naar Italië had voldaan, door de opera Mitridate te voltooien, gaf Wolfgang op 4 januari 1771 een concert in het paleis van Firmian. Een paar dagen later volgde het nieuws dat Wolfgang als lid was aangenomen door de Accademia Filharmonica in Verona. Op 14 januari vertrokken de Mozarts naar Turijn, waar ze twee weken verbleven en groot aantal van de voornaamste Italiaanse muzikanten ontmoetten: De beroemde violist Giulio Gaetano Pugnani, Giovanni Battista Viotti – het 15-jarige wonderkind dat van Pugnani les kreeg – en de componist Giovanni Paisiello, wiens opera Annibale in Turijn als magnifiek werd beschreven door Leopold. Ze keerden terug naar Milaan voor een afscheidslunch met Firmian om vervolgens op 4 februari naar Salzburg te vertrekken.

### Terugreis
Onderweg naar Salzburg bleven Leopold en Wolfgang een tijd in Venetië – een pauze in hun reis naar Brescia om een opera buffa te kunnen bijwonen. In Venetië regelde Leopold met behulp van zijn introductiebrieven ontmoetingen met de plaatselijke adel, en onderhandelde hij voor Wolfgang over een contract om een opera voor het theater San Bernadetto te schrijven. Wolfgang gaf een aantal concerten en speelde mogelijk bij de beroemde ospidali van Venetië – voormalige weeshuizen die gerespecteerde muziekacademies werden. De Mozarts werden gul ontvangen, maar Leopold leek ontevreden. 'De vader lijkt een beetje gepikeerd', schreef een correspondent van de Weense componist Johann Adolph Hasse. '...ze hadden waarschijnlijk de verwachting dat anderen hen zouden opzoeken, in plaats van andersom.' 'De vader is, zoals ik hem meemaak, overal zo ontevreden.'
Vanuit Venetië gingen de Mozarts op 12 maart op weg naar Padua, waar Wolfgang tijdens een dag bezienswaardigheden bekijken van Don Giuseppe Ximenes, Prins van Aragón, de opdracht kreeg om een oratorium te schrijven voor de stad. De geschiedenis van La Betulia Liberata (De Bevrijding van Bethulia) is onduidelijk; het is mogelijk nooit in Padua opgevoerd, of zelfs niet terwijl Mozart nog leefde. Een paar dagen later kreeg hij in Verona nog meer opdrachten. Wolfgang moest een serenade (opera met één akte) componeren, die in oktober 1771 zou worden uitgevoerd op de bruiloft van Aartshertog Ferdinand en zijn bruid Prinses Maria Beatrice d'Este van Modena. Ondertussen had de jonge componist een overeenkomst om (voor een verhoogde prijs) nogmaals een opera te schrijven voor het Milaanse festivalseizoen, deze voor het seizoen 1771-1773. Hierdoor ontstonden dubbele afspraken in Wolfgangs rooster, en kon hij niet verder met zijn verplichtingen bij theater San Bernadetto. Vader en zoon trokken met grote vaart richting het noorden, en op 28 maart 1771 kwamen ze thuis in Salzburg.
Uit Maynard Solomons analyse van de beperkte financiële informatie van Leopold – een onderdeel van zijn overzicht van deze eerste Italiaanse reis – kan worden opgemaakt dat de Mozarts een aanzienlijke winst hadden gemaakt van misschien wel 2.900 florijn. Ook genoten de Mozarts in veel kringen aanzienlijk meer bekendheid, dankzij hun interacties met de hoogste Italiaanse adel. Wolfgang was niet alleen geridderd door de Paus, maar was aangenomen door de academies van Bologna en Verona, en onderwezen door Martini. Solomon noemt de reis 'Leopolds grootste prestatie... en misschien zijn gelukkigste tijd'.

## Tweede reis, augustus - september 1771

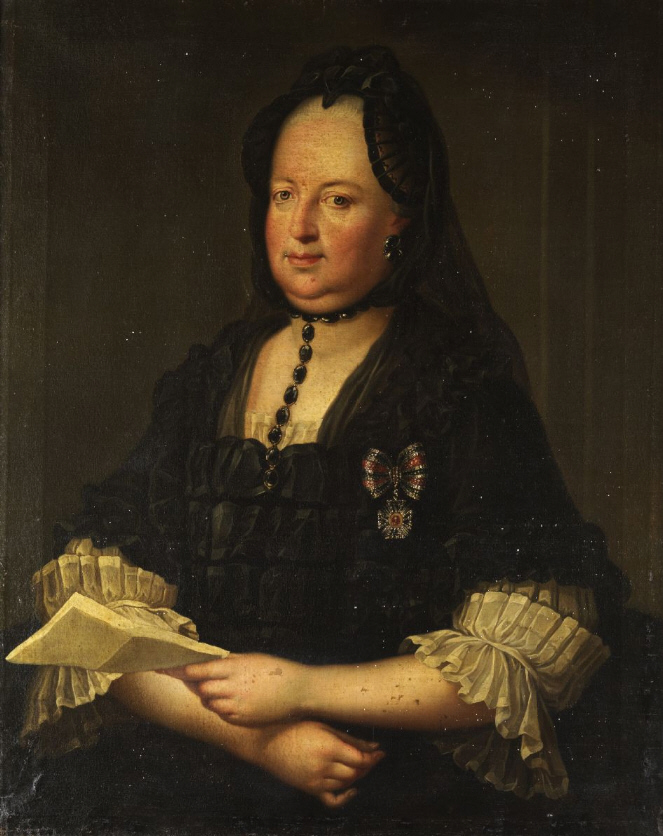
Na de afwijzende brief van keizerlijke weduwe Maria Theresia had Leopold geen hoop meer om aangesteld te worden op een van de Habsburgse hoven.

In augustus 1771 vertrokken Leopold en Wolfgang nogmaals naar Milaan, om aan de serenata te werken – die zich ondertussen had ontwikkeld tot de volledige opera Ascanio in Alba. Bij aankomst deelden ze hun onderkomen met violisten, een zangdocent, en een hoboïst. Dat gezelschap was, zoals Wolfgang grappend aan Nannerl schreef, 'heerlijk voor het componeren, het geeft je meer dan voldoende ideeën!'. Wolfgang werkte in hoog tempo aan Asciano, en voltooide het net op tijd voor de eerste repetitie op 23 september.
Er werd verwacht dat Asciano naast de opera Ruggiero van Hasse de mindere zou zijn van de nieuwe werken voor de bruiloftsviering. De 72-jarige Hasse had zich echter niet aangepast aan de smaak van het toenmalige operapubliek, en hoewel de keizerlijke weduwe Maria Theresia haar lof ervoor uitsprak, was de algemene ontvangst wat lauwtjes – vooral vergeleken met het geweldige succes van Asciano. Leopold was zeer opgetogen door deze wending: 'De aartshertog heeft recent twee exemplaren besteld', schreef hij naar huis. 'Op straat worden we constant benaderd door edelmannen en andere mensen die Wolfgang willen feliciteren.'
De Mozarts waren aan het begin van november al vrij om Milaan te verlaten, maar ze bleven nog een maand omdat Leopold hoopte dat het succes van Asciano voor Wolfgang tot een aanstelling op een koninklijk hof zou leiden. Hij deed op 30 november blijkbaar een verzoek aan Aartshertog Ferdinand, die werd doorgespeeld aan het keizerlijk hof in Wenen. Het is mogelijk dat Leopolds opdringerigheid over La finta semplice nog steeds knaagde in Wenen, of dat de keizerin had gehoord hoe enthousiast hij was geweest over het falen van Hasse. Maria Theresia beschreef tegenover de aartshertog de Mozarts as 'waardeloze mensen' wier aanstelling een schande zou zijn voor de medewerkers van het hof, en zei dat 'zulke mensen als bedelaars de wereld rondgaan'. Leopold zou dit antwoord nooit krijgen; toen het in Milaan aankwam waren de Mozarts al vertrokken, teleurgesteld maar nog steeds vol hoop. 'Dit is nog niet voorbij; zoveel kan ik je zeggen', schreef Leopold terwijl hij met Wolfgang onderweg naar huis was.
Ondanks het hectische programma van zijn korte bezoek aan Milaan vond Wolfgang tijd om zijn Symfonie in F, Nr. 13 (K.112) te schrijven. Hij baseerde een andere symfonie op de ouverture van Asciano, door een finale aan de twee bestaande bewegingen toe te voegen. Nog een andere symfonie, K.96/111b in C-majeur, is volgens sommigen ook tijdens deze reis geschreven, maar het is niet zeker wanneer Wolfgang het schreef (of dat het überhaupt door hem is geschreven).

## Ophef in Salzburg

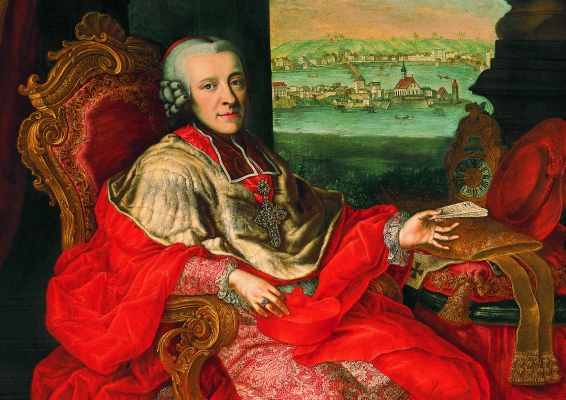
Door Graaf Hieronymus Colloredo, de nieuwe Aartsbisschop van Salzburg, vervaagde Leopolds hoop op promotie.

De dag na de terugkeer van Leopold en Wolfgang in Salzburg werd het hof in oproer gebracht door de dood van Aartsbisschop Schrattenbach. Dit was een probleem voor Leopold, die nog enkele dingen met het hof moest afhandelen. Tijdens de tweede reis naar Italië was een deel van zijn salaris stopgezet, en Leopold wilde verzoeken dat hij alsnog betaald werd. Ook wilde hij Wolfgangs salaris als concertmeester, dat Wolfgang volgens Schrattenbach mogelijk zou kunnen krijgen na de eerste reis naar Italië, bespreken. Dan was er nog de kwestie van opvolging tot Salzburgse kapelmeester, omdat de huidige kapelmeester – de 70-jarige Giuseppe Lolli – binnenkort met pensioen zou gaan. Leopold, die onder Lolli als vice-kapelmeester diende, zou er normaal gesproken zeker van zijn geweest dat hij de hogere positie kon overnemen. De besluiten over deze kwesties lagen nu echter bij de nieuwe aartsbisschop, waarvan het beleid en de standpunten nog onbekend waren.
Op 14 maart 1772 werd Graaf Hieronymus von Colloredo, gedurende verschillende politieke strubbelingen, als acceptabel compromis voor het keizerlijk hof in Wenen aangesteld tot aartsbisschop. De bevolking van Salzburg was het niet eens met dit besluit, maar de aanstelling leek in eerste instantie in het voordeel van de Mozarts: Het ingehouden salaris van Leopold werd uitbetaald, en op 31 augustus gaf Colloredo goedkeuring voor Wolfgangs salaris als concertmeester. De aartsbisschop zocht echter buiten het hof van Salzburg naar een nieuwe kapelmeester. Uiteindelijk koos hij voor de Italiaan Domenico Fischietti, die een aantal jaar jonger was dan Leopold. Leopold realiseerde zich dat hij waarschijnlijk nooit meer kans zou maken op promotie, en richtte zich op Wolfgang om een riante oude dag te garanderen, wat de derde Italiaanse reis in oktober 1772 des te belangrijker maakte.

## Derde reis, oktober 1772

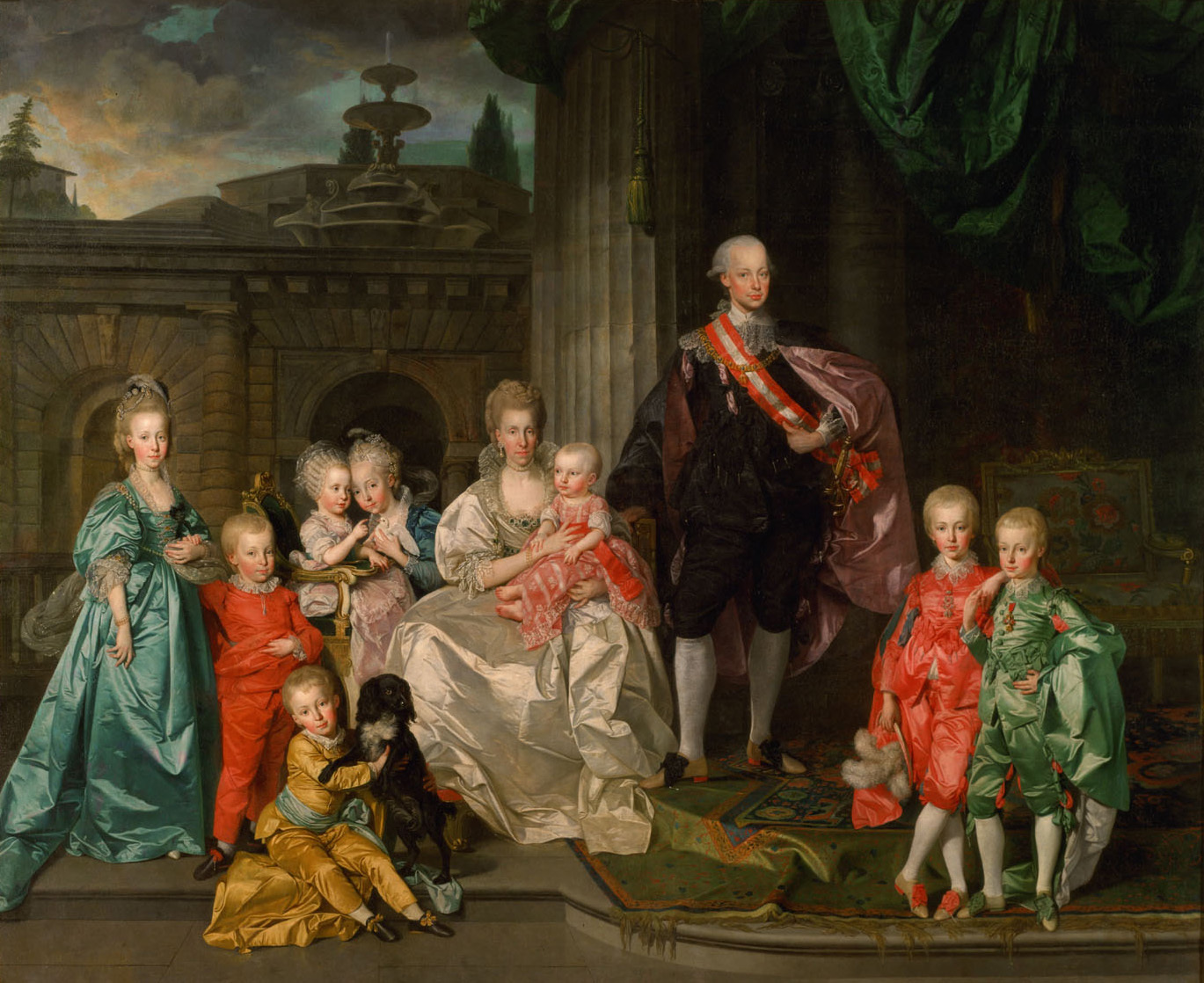
Leopold I, Groothertog van Toscane, met zijn gezin. De groothertog was Leopolds laatste hoop op een koninklijke positie voor Wolfgang.

In oktober 1772 keerden Leopold en Wolfgang terug naar Milaan om aan de festivalopera te werken waarvoor ze aan het einde van de eerste reis opdracht hadden gekregen. De tekst was Lucio Silla, een door Pietro Metastasio gereviseerd stuk dat oorspronkelijk door Giovanni de Gamerra werd geschreven. Wolfgang viel in de bekende routine van snel componeren tijdens het oplossen van problemen – bijvoorbeeld de late aankomst van zangers of het terugtrekken van de hoofdtenor vanwege ziekte. Leopold liet op 18 december weten dat de tenor was aangekomen, dat Wolfgang zijn aria's op razend tempo componeerde, en dat de repetities in volle gang waren. De eerste uitvoering, op 26 december, was chaotisch: Het begon twee uur later dan gepland vanwege de late aankomst van Aartshertog Ferdinand, er waren onenigheden tussen de hoofdacteurs, en het stuk duurde langer door de tussenvoeging van balletvoorstellingen (wat toen gebruikelijk was); als gevolg duurde de voorstelling tot 2 uur in de volgende ochtend. Desondanks werden latere uitvoeringen goed ontvangen. Op 9 januari 1773 schreef Leopold dat het stuk nog steeds volle theaters trok, en dat de première van het tweede stuk van het seizoen – Sismano nel Mogul van Giovanni Pasiello – was uitgesteld om Wolfgangs stuk langer te kunnen opvoeren (er waren in totaal 26 voorstellingen). Het succes van het stuk lijkt niet lang te hebben geduurd, maar gedurende de volgende jaren werd de libretto door verschillende componisten aangepast, waaronder door Wolfgangs Londense mentor Johann Christian Bach.
Leopold wist niet dat keizerin Maria Theresia zo negatief over hem dacht, en bleef een aanstelling voor Wolfgang nastreven door een aanvraag te doen bij haar derde zoon Leopold I, Groothertog van Toscane. The sollicitatie werd sterk gesteund door Graaf Firmian, en Leopold schreef in een gecodeerde brief naar huis dat hij veel hoop had. Tijdens het wachten op antwoord schreef Wolfgang een serie 'Milanese' strijkkwartetten (K.155/134a tot en met K.160/159a) en het beroemde motet Exsultate, jubilate (K.165). Leopold loog om zijn verlengde verblijf in Milaan te verklaren, en beweerde dat hij onder ernstige reuma leed en niet kon reizen. In de gecodeerde brief naar zijn vrouw Anna Maria liet hij haar weten dat het in werkelijkheid goed met hem ging, maar hij vroeg haar om het bericht over zijn ziekte te verspreiden. Hij wachtte gedurende het grootste gedeelte van januari en de hele maand februari op antwoord van de groothertog. De afwijzing kwam op 27 februari aan. Het is niet bekend of de groothertog beïnvloed werd door hoe zijn moeder over de Mozarts dacht, maar Leopold gaf de hoop op dat Wolfgang een positie op een Italiaans hof zou krijgen. De Mozarts hadden geen andere keuze dan om terug naar huis te gaan; ze verlieten Milaan op 4 maart, en kwamen negen dagen later aan in Salzburg. Vader en zoon zouden Italië geen van beiden ooit nog bezoeken.

## Evaluatie
Maynard Solomon vat de Italiaanse reizen samen als een grootse triomf, maar stelt ook dat er vanuit het standpunt van Leopold grote nederlagen bij gemoeid waren. De Mozarts waren er financieel zeker op vooruitgegaan, en Wolfgang had zijn artistieke groei voortgezet en zich ontwikkeld tot een erkend componist. Hoewel ze niet door iedereen even hartig waren ontvangen – het hof van Napels had ze de rug toegekeerd en de Prins van Thurn und Taxis had ze afgewezen – waren de Italianen over het algemeen enthousiast geweest. Wolfgang was geridderd door de Paus, lid geworden van toonaangevende filharmonische gezelschappen en had geleerd van de beste muziekdocent van Italië, Giovanni Martini. Bovendien was hij door een vooraanstaand operahuis geaccepteerd als schrijver van Italiaanse opera, en voltooide hij drie opdrachten om opera's te schrijven – opera's die na uitvoering allemaal geprezen werden. In Italië schreef hij nog meer composities, waaronder een volledig oratorium, verschillende symfonieën, strijkkwartetten en talrijke kleinere werken.
De tegenslag was dat Leopold, ondanks zijn vasthoudendheid, geen prestigieuze positie voor zichzelf of Wolfgang kon bemachtigen. Hij was zich blijkbaar niet bewust van zijn slechte reputatie; wel voelde hij dat er een of andere kloof tussen hemzelf en zijn ambities in Italië was, en hij realiseerde zich uiteindelijk dat hij niet opgewassen was tegen de krachten die hem tegenwerkten. Hoe het ook zij, Wolfgangs successen in Italië waren van korte duur; ondanks het kritische en publieke succes van de opera's in Milaan werd hij niet gevraagd er nog meer te schrijven, en kwamen er geen verdere opdrachten uit de andere plaatsen die hij had bezocht. Leopold had geen hoop op een positie bij een Italiaans hof, en richtte zich op andere manieren om een toekomst voor het gezin te garanderen: 'We zullen niet ten onder gaan, want God zal ons helpen. Ik heb al wat plannen bedacht'.
Wolfgang had met zijn vaardigheden op toetsen en viool en ervaring als componist genoeg kwalificaties voor de positie van kapelmeester, maar hij was met zijn 17 jaar nog te jong. Daarom bleef hij op het hof van Salzburg met steeds meer ongenoegen voor Colloredo werken, tot hij tijdens een verblijf in Wenen uit het gezelschap van de aartsbisschop werd ontslagen. Leopold werd nooit gepromoveerd vanuit zijn positie als vice-kapelmeester, en bleef tot zijn overlijden in 1787 bij het hof.